# Binjiang
För andra betydelser, se Binjiang (olika betydelser).
Binjiang är ett stadsdistrikt i Hangzhou i Zhejiang-provinsen i östra Kina.
Det är ett av Hangzhous åtta stadsdistrikt och hade 115 887 invånare vid folkräkningen år 2000. Binjiang var år 2000 indelat i tre småstäder (zhen); Xixing (distriktets administrativa centrum) med 28 265 invånare, Changhe med 42 739 invånare och Puyan med 44 883 invånare.
Biltillverkaren Zhejiang Geely Holding Group har sitt högkvarter i distriktet.